# Agassi Tennis Generation
Agassi Tennis Generation es un videojuego de deportes de tenis desarrollado por Aqua Pacific y publicado por DreamCatcher Interactive para Microsoft Windows, PlayStation 2 y Game Boy Advance. El juego presenta al extenista Andre Agassi.

## Jugabilidad
En la versión de PlayStation 2, el juego cuenta con 16 torneos y 12 canchas. Cuenta con varias superficies de cancha y tres modos de juego: Quick Match, Arcade y Championship. Hay 32 jugadores de tenis con diferentes habilidades en velocidad, fuerza y resistencia. Championship ofrece a los jugadores 10,000 dólares y varias opciones para gastarlos, p.e. Entrenadores, entrenadores personales, agentes de talentos, etc.
Cada individuo puede ayudar a mejorar las habilidades de un atleta en áreas específicas a lo largo del tiempo. Quick Match lleva a los jugadores a una cancha para un solo partido, mientras que Arcade está diseñado para ofrecer a los jugadores un esquema de control más simplificado. En el campeonato, los jugadores compiten contra una serie de oponentes ficticios en cada una de las 12 canchas para ganar premios en metálico. La versión del juego para PlayStation 2 presenta animación de captura de movimiento del propio Agassi.
En la versión de Game Boy Advance, hay cuatro modos: Quick Match, Arcade, Championship y Multiplayer Multipack, que requiere un cable de enlace, otra Game Boy Advance y otra copia del juego. Los jugadores eligen entre diez personajes de tenistas para competir en partidos individuales y dobles en canchas ubicadas en Reino Unido, Francia, Alemania, Australia, Italia  y los Estados Unidos.

## Recepción
La versión de PlayStation 2 recibió críticas "mixtas" según el sitio web agregación de reseñas Metacritic. El editor de Game Chronicles, Mark Smith, criticó el juego por su "falta total de modos de práctica, minijuegos o tutoriales", pero afirmando que los fanáticos del género "apreciarán la interfaz ingeniosa, los controles fluidos y la jugabilidad realista". Ryan Davis de GameSpot criticó el juego por su "lista corta de opciones, jugabilidad con errores y presentación generalmente tibia".
La versión para PC recibió críticas mixtas, con Steve Hill de PC Zone afirmando: "Al revisar esto en una PC con especificaciones mínimas límite, resultó ser una tontería del más alto nivel, con los conductores controlados por computadora en gran medida incapaces de golpear la pelota, haciendo que los partidos sean poco más que una secuencia banal de aces improbables y tediosas dobles faltas" a pesar de que los jugadores IA pueden "devolver servicios y participar en peloteos vagamente competitivos" en una PC un poco más potente.